# Siegfried Borelli
Siegfried Borelli (* 2. Juni 1924 in Berlin; † 20. November 2021 in München) war ein deutscher Dermatologe, Ordinarius der Technischen Universität München und ärztlicher Standespolitiker.

## Leben

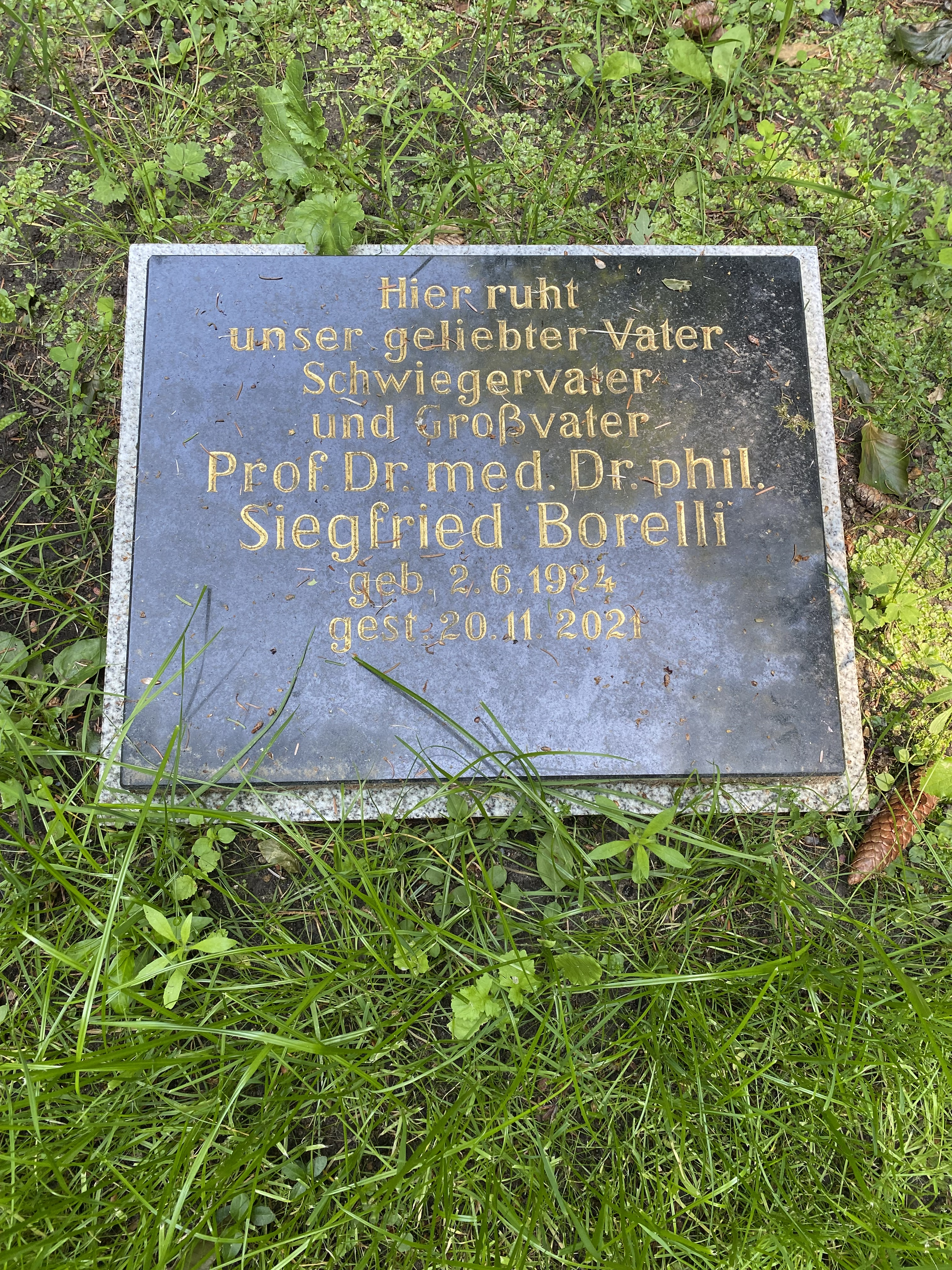
Kissenstein in der Familiengrabstätte auf dem Friedhof Ohlsdorf

Siegfried Borelli studierte nach der Abiturprüfung 1942 am Humanistischen Gymnasium Berlin-Zehlendorf Medizin und Psychologie in Berlin, Prag und Hamburg. Unterbrochen vom Militärdienst schloss er sein Studium 1948 ab und wurde mit der Dissertation „Über Aminosäuren im Blutserum – unter besonderer Berücksichtigung des Eiweißmangelzustandes und Hungerödems“ zum Dr. med. promoviert. In Hamburg schloss Borelli zudem seine Studien in Philosophie und Geschichte ab und wurde 1950 in Hamburg mit der psychologischen Dissertation „Charakterologische Untersuchungen unter besonderer Benutzung der Wartegg-Tests“ zum Dr. phil. promoviert. Er wurde 1948 Assistenzarzt am Universitätsklinikum Hamburg-Eppendorf. 1951 wurde er wissenschaftlicher Assistent an der Dermatologischen Klinik und Poliklinik der Ludwig-Maximilians-Universität München. Seine medizinische Habilitation schließlich beschäftigte sich 1956 mit der Entwicklung von Kontaktekzemen im Friseurberuf. 
1967 erhielt er einen Ruf auf eine ordentliche Professur an die TU München. Zudem wurde er Direktor der Klinik und Poliklinik für Dermatologie und Allergologie am Biederstein. Zudem war er Gründungsdirektor der Alexanderhausklinik in Davos. 1995 wurde er emeritiert. 
Borelli war Begründer des Nachschlagewerks Krankheiten der Haut und Schleimhaut durch Kontakte in Beruf und Umwelt, das er später als Noxenkatalog-Datenbank fortführte. Er ist Verfasser von über 500 Publikationen, Buch- und Handbucheinträge, insbesondere auf den Fachgebieten der Andrologie, Sexualmedizin, Psychodermatologie sowie Atopieforschung, insbesondere Neurodermitis.
Zudem engagierte er sich auch berufspolitisch als Vorsitzender des Kuratoriums der Bayerischen Akademie für Arbeit-, Sozial- und Umweltmedizin sowie im Präsidium der Deutschen Gesellschaft für Unfallheilkunde sowie als Delegierter des Bayerischen und des Deutschen Ärztetages und in der Vertreterversammlung der Kassenärztlichen Vereinigung Bayerns und der Kassenärztlichen Bundesvereinigung und ist jetzt als Emeritus noch im ärztlichen Kreis- und Bezirksverband München und im Vorstand des Bezirksvereins des Hartmannbundes aktiv.
Er engagierte sich seit Vereinsgründung 1956 und seit 1990 als Vorsitzender, seit 2020 als Ehrenvorsitzender für das Studentenwohnheim Geschwister Scholl in München.
Siegfried Borelli starb im November 2021 im Alter von 97 Jahren und wurde in der Familiengrabstätte auf dem Hamburger Friedhof Ohlsdorf (Planquadrat O 19) beigesetzt.

## Ehrungen und Auszeichnungen
- 1939: Eisernes Kreuz
  - Schwarzes und silbernes Verwundetenabzeichen
- 1976: Verdienstorden der Bundesrepublik Deutschland (Verdienstkreuz am Bande)
- 1980: Bayerischer Verdienstorden
- 1986: Verdienstorden der Bundesrepublik Deutschland (Verdienstkreuz 1. Klasse)
- 1987: Ernst-von-Bergmann-Plakette der Bundesärztekammer
- 1991: Verdienstorden der Bundesrepublik Deutschland (Großes Verdienstkreuz)
- 1991: Franz-Kölsch-Preis für Arbeitsmedizin
- 1993: Goldene Ehrennadel der Deutschen Gesellschaft für Unfallchirurgie
- 1994: Ehrenkreuz für Wissenschaft und Kunst I. Klasse „Litteris et Artibus“ der Republik Österreich
- 2006: Professor-Janowski-Award der Tschechischen Akademie für Dermatologie
- 2010: Hartmann-Thieding-Plakette
- 2013: Paracelsus-Medaille[6]
- 2020: Ehrenvorsitzender des Studentenwohnheim Geschwister Scholl, München
- Ehrenmedaille des HB-Landesverbandes Bayern
- Hartmann-Thieding-Medaille des HB-Bundesverbandes

 Mitgliedschaften
- 1959: Korrespondierendes Mitglied der Nationalen Italienischen Dermatologischen Gesellschaft
- 1964/65: Ehrenmitgliedschaft der Jugoslawischen Dermatologischen Gesellschaft
- 1964/65: Ehrenmitgliedschaft der Bulgarischen Dermatologischen Gesellschaft
- Ehrenmitgliedschaft der Polnischen Dermatologischen Gesellschaft
- Ehrenmitgliedschaft der Tschechischen Dermatologischen Gesellschaft
- Ehrenmitgliedschaft der Tschechischen Akademie für Dermatologie
- Ehrenmitgliedschaft der Deutsche STD Gesellschaft
- Ehrenmitgliedschaft der Münchner Dermatologische Gesellschaft
- Ehrenmitgliedschaft der Medizinische Gesellschaft von Oberösterreich